# 临溪镇 (绩溪县)
临溪镇，是中华人民共和国安徽省宣城市绩溪县下辖的一个乡镇级行政单位。

## 行政区划
临溪镇下辖以下地区：
临溪村、周坑村、上游村、雄路村和孔灵村。